# رونالد سيريتوس
رونالد أوزفالدو سيريتوسفلوريس (بالإسبانية: Ronald Cerritos)‏ (مواليد 3 يناير 1975 في سان سلفادور) لاعب كرة قدم سلفادوري دولي يجيد اللعب في خط الهجوم . يلعب حاليا لصالح نادي كارولاينا ريلهاوكز الأمريكي منذ 2008 .

## روابط خارجية
- رونالد سيريتوس على موقع الاتحاد الدولي (مؤرشف)  (الإنجليزية)
- رونالد سيريتوس على موقع الدوري الأمريكي (الإنجليزية)
- رونالد سيريتوس على موقع قاعدة بيانات كرة القدم.إي يو (الإنجليزية)
- رونالد سيريتوس على موقع ناشيونال فوتبول تيمز (الإنجليزية)
- رونالد سيريتوس على موقع Soccerway.com (الإنجليزية)
- رونالد سيريتوس على موقع كووورة